# دون ماتیاس
دون ماتیاس (انگلیسی: Don Matías) نام شهری در کشور کلمبیا است.